# おーしゃんさうす
おーしゃんさうすは、かつてオーシャントランスが運航していたフェリー。

## 概要
東京港 - 徳島港 - 新門司港（北九州市）航路に1996年に就航。1995年の運輸省通達で長距離フェリーの旅客定員が車輌積載数相当から車輌積載数の半分以上に緩和されたことを受け旅客定員を削減し建造費を抑えた新造船を計画し、全客室が2等寝台でレストランを廃止し飲食は自販機のみとした合理化型船「カジュアルフェリー」の第一船となる。
2013年10月16日に新造船投入が発表され、本船は2016年7月13日の新門司港到着をもって引退。
その後、売船のため、GOLDEN BIRD 9と改名してモンゴル船籍となり、インドネシアへ回航された。さらに2017年に再売船されインドネシア船籍となる。

### 航路
オーシャン東九フェリー
- 東京港（東京港フェリーターミナル） - 徳島港 - 新門司港

## 船内
5階・B甲板
- エントランスホール
- 売店・案内所
- 自動販売機コーナー「スナックコーナー」
- イートインスペース「オーシャンプラザ」
- 2等洋室（20室）
- 前方展望室「フォワードロビー」

6階・A甲板
- TVコーナー「オーシャンホール」（22席[1]）
- ゲームコーナー
- 展望室「スカイルーム」（50名[1]）
- 展望浴室
- シャワー室
- コインランドリー
- コインロッカー

## 事故・インシデント

### 灯浮標への衝突
2010年10月2日、6時48分ごろ、新門司港から徳島港に向かっていた本船は、室戸岬の北東の沖合を航行中、北緯33度27分37秒東経134度29分47秒の地点（北緯33度27分37秒 東経134度29分47秒 / 北緯33.46028度 東経134.49639度）に設置されていた阿波竹ケ島沖GPS波浪観測灯浮標に衝突した。本船は衝突に気付かず、徳島港に入港後、左舷船尾部に約37mにわたって黄色の塗料が付着していることを発見、徳島海上保安部に通報したことで、衝突が判明した。衝突により、本船は左舷船尾部に擦過痕を生じ、灯浮標はハンドレールが曲損、ソーラーパネルなどが破損した。事故原因は、灯浮標をレーダーで確認後、視認していた本船が継続的な見張りを十分に行わなかったためとされた。

### 岸壁への衝突
2011年10月15日、5時36分ごろ、徳島港から東京港へ向かっていた本船は、東京港フェリー埠頭へ着岸する際、強風に圧流され操船困難となり、右舷船尾部が対岸の鉄鋼埠頭の南側岸壁に衝突した。衝突により、本船は右舷船尾部の外板に凹損および亀裂を生じ、岸壁はコンクリート部が損傷した。事故発生当時、天候は雨で風力7の南の風が吹いており、強風波浪注意報が発表されていた。衝突の15分前には、本船で15m/sの南の風を観測しており、安全管理規程の曳船の使用基準値を超える風速となっていた。事故原因は、強風下の入港操船中において安全管理規程の遵守が不十分で曳船を使用しなかったため、操船が困難となり圧流されたこと、とされた。